# Bulbostylis buchananii
Bulbostylis buchananii är en halvgräsart som beskrevs av Charles Baron Clarke. Bulbostylis buchananii ingår i släktet Bulbostylis och familjen halvgräs. Inga underarter finns listade i Catalogue of Life.